# David Besson-Girard
David Besson-Girard est un architecte-paysagiste français, né à Mâcon (Saône-et-Loire) le 13 novembre 1964.

## Biographie
David Besson-Girard a grandi dans une famille d’artistes peintres engagée dans le mouvement écologique du retour à la terre des années 1970. Il obtient une licence des sciences de la Terre en 1987 à l’université Claude Bernard de Lyon, en France. Il entre à l'École nationale supérieure de paysage de Versailles. Il remporte, en 1990, le concours européen étudiant « Un jardin pour l'Europe ». Il devient paysagiste DPLG en 1992 en présentant un projet portant sur la réhabilitation de la friche industrielle d'Arjunzanx.

## Débuts et premières réalisations
Après avoir travaillé pour le paysagiste Michel Corajoud, il crée son atelier et réalise de nombreux projets de référence depuis lors. Il rencontre et collabore avec les paysagistes Pascal Cribier, Michel Desvigne, et les artistes Jean Pierre Raynault, et César. En parallèle de son activité de maître-d’œuvre, il est nommé paysagiste conseil de l’État en département à partir de 2001 et enseigne à l’École nationale supérieure du paysage de Versailles en tant que maître de conférence associé en 2002 où il collabore avec Gilles Clément pour l'enseignement du projet de paysage. À partir de 2010, il enseigne également à l’École supérieure de l’architecture des jardins de Paris.

## Les grands traits de sa pensée
David Besson-Girard montre à travers son travail que l'art du paysage est un langage vivant qui peut établir de nombreux liens durables entre les hommes, la flore, la faune et la Terre.

## Principales réalisations
1992 : verger suspendu, de la rue de Venise, à Paris avec Michel Corajoud et Jean-Michel Wilmotte,,
1997 : parc du Centre du machinisme agricole et du génie rural et forestier et de l’École Nationale Supérieure du Génie Rural et Forestier de Clermont-Ferrand avec Christian Hauvette
1998 : rues et cœur d'îlot du quartier Heurtault à Aubervilliers avec Yves Lion et Catherine Furet
1995-2003 : berges du canal Saint Denis (rive droite),, en collaboration avec Catherine Mosbach,

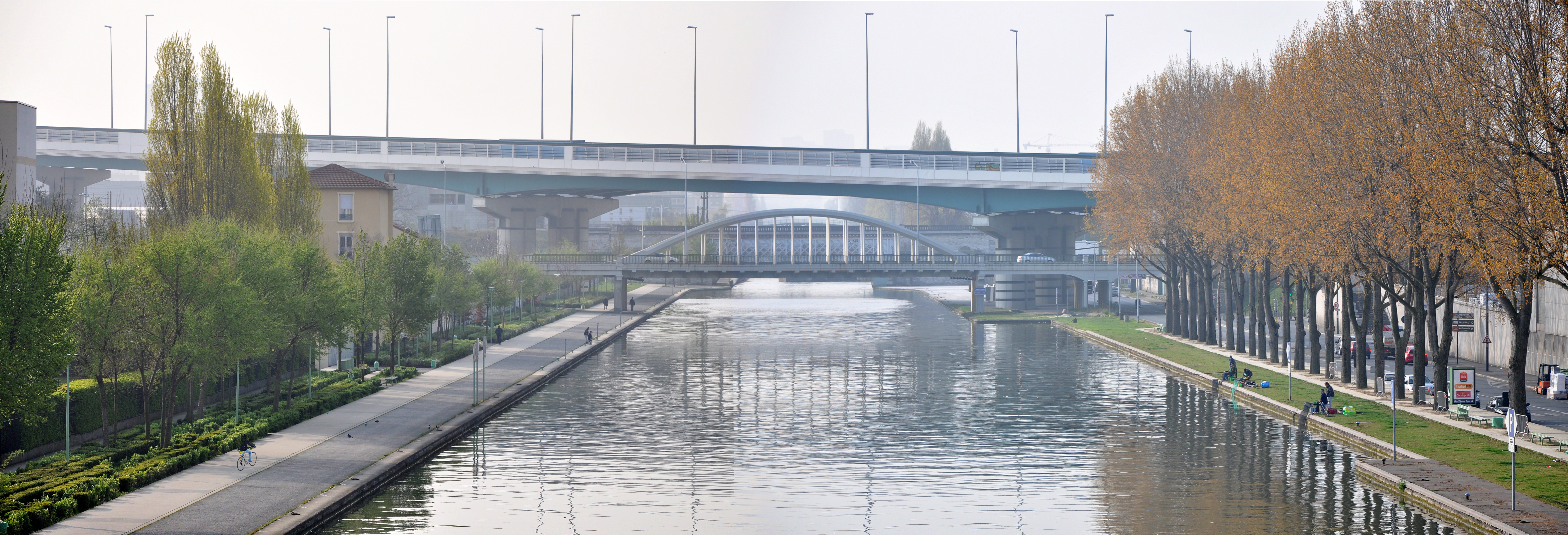
Vue du canal Saint-Denis

1998-2003 : jardin de l'Ambassade de France à Varsovie au pied du bâtiment de Bernard Zehrfuss, Jean Prouvé, réhabilité par Jean-Philippe Pargade

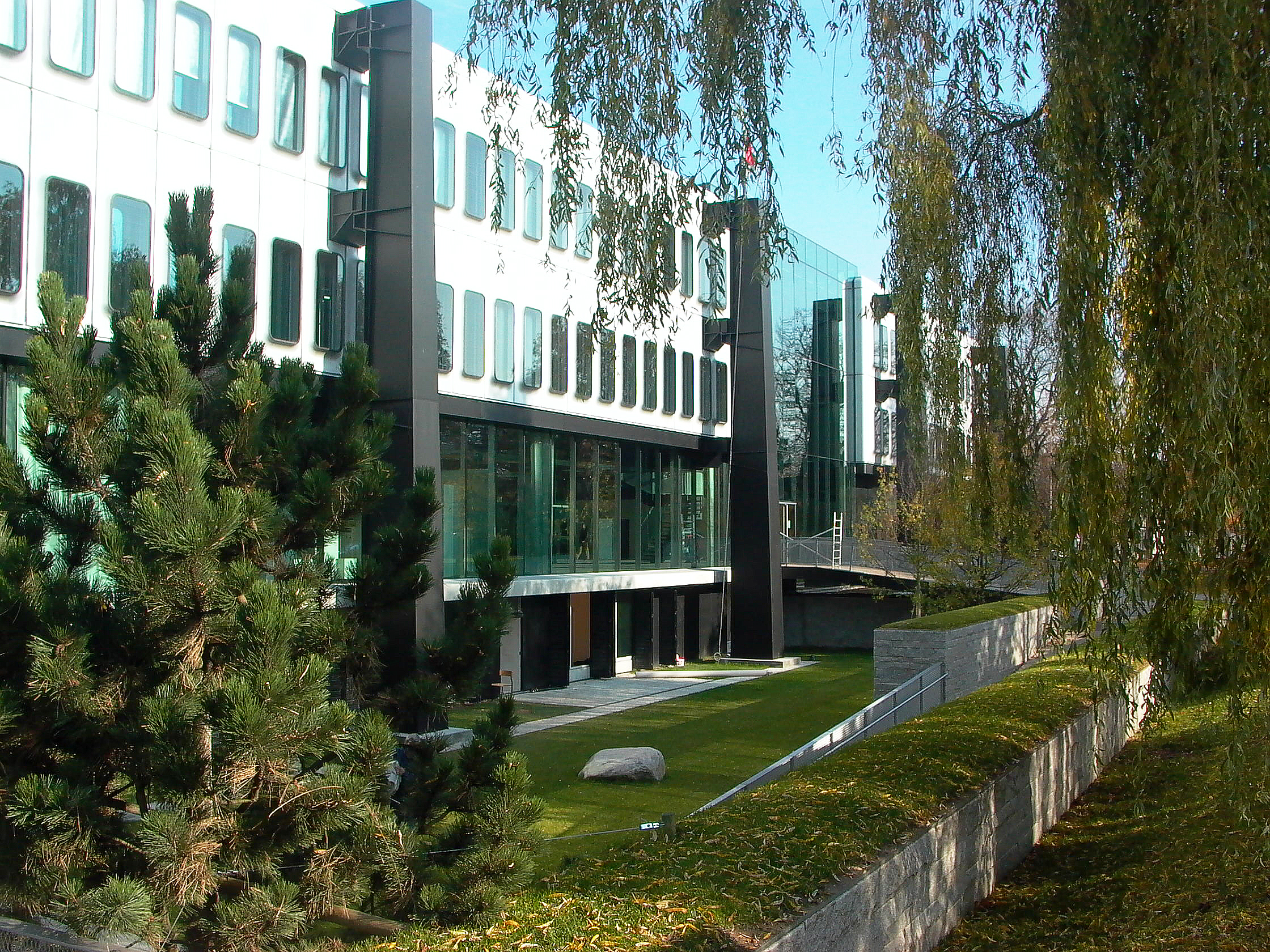
Vue du jardin de l'Ambassade de France à Varsovie

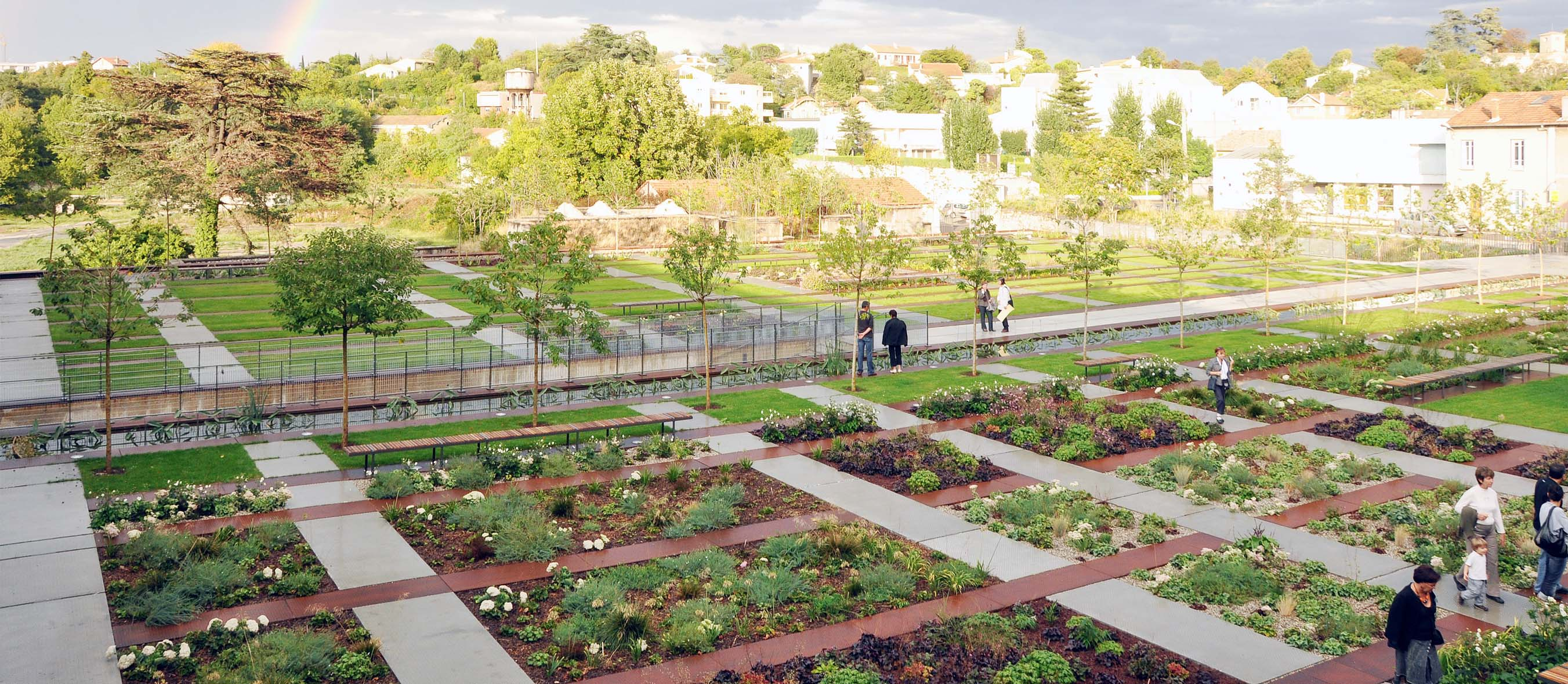
Vue sur la Cour des Images de Bourg-lès-Valence

2006-2007 : Square Marie-Trintignant à Paris
2005-2008 : Cour des Images de l’ancienne Cartoucherie de Bourg-lès-Valence au sein du bâtiment de l’ancien phalanstère fouriériste réhabilité par Philippe Prost
2009-2013 : bois d'Oz à Massy avec les architectes de l'Atelier 234 ; Emmanuel Combarel et Dominique Marrec architectes ; Eric Babin et Jean-François Renaud
2009-2013 : campus du Pôle Scientifique et Technique, de l'École des Ponts et Chaussées à Marne-la-Vallée avec Jean-Philippe Pargade
2012-2015 : parc de l'Anneau de la Mémoire - Mémorial international de Notre-Dame-de-Lorette à Ablain Saint-Nazaire avec Philippe Prost, Pierre Di Sciullo, Yann Toma et Jean-Marc Weil
2013-2015 : jardins des îlots du quartier Camille Claudel à Palaiseau avec l'Atelier Dupont, François Leclercq, Éric Lapierre et Roland Castro
2013-2015 : jardins du siège mondial de Carrefour à Massy
2018 : quartier du Bois-Fleuri à Lormont avec TOA - agence d'architecture
2019 : jardin de l'ensemble Trilogie à Asnières-sur-Seine avec Jean Mas
2017-2020 : cœurs d’îlots des bureaux et logements d'Elizabeth et Christian De Portzamparc du quartier Versailles avec Jean-Marie Duthilleul et Michel Desvigne

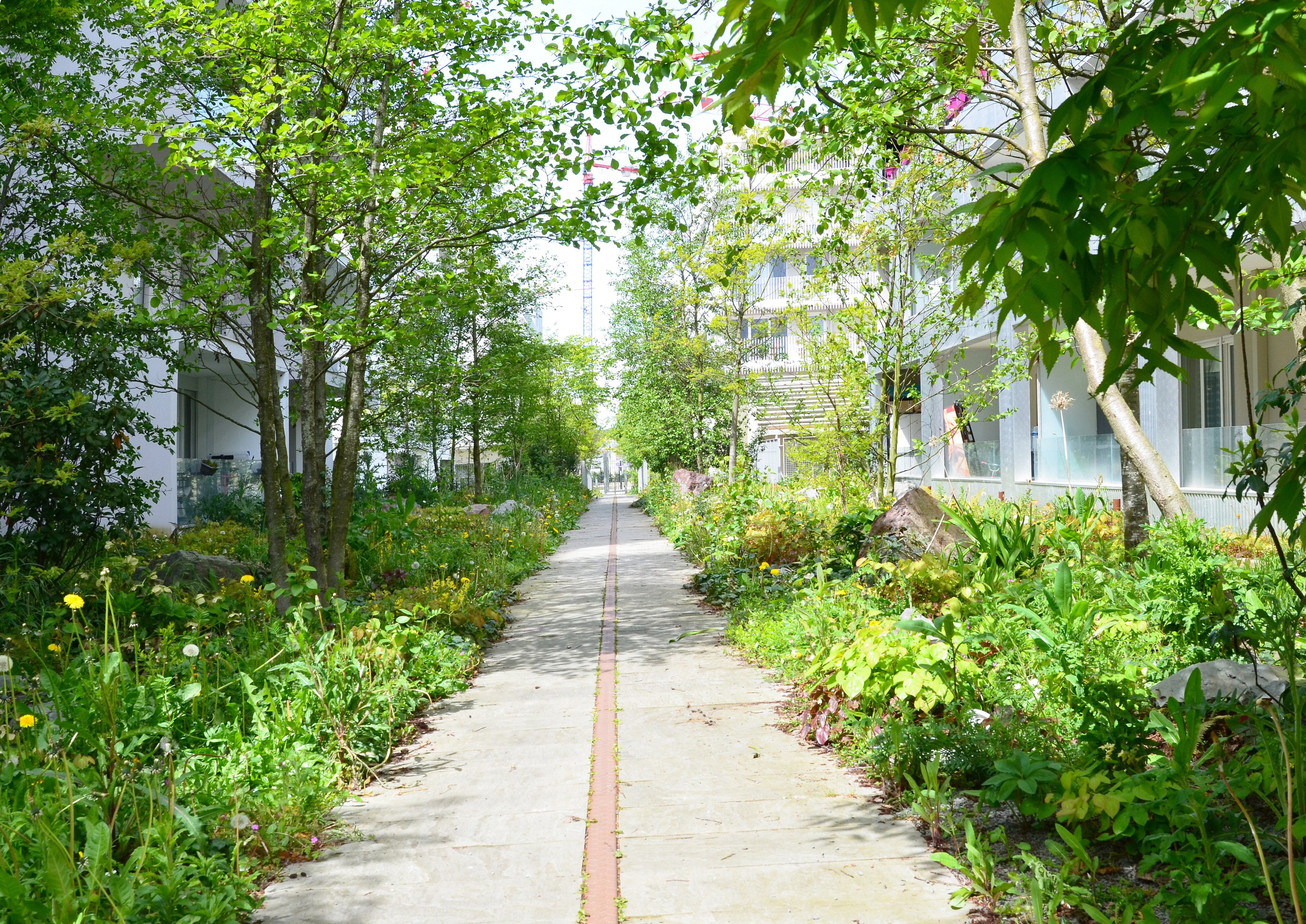
Vue du mail du Bois d'Oz à Massy

2018-2020 : parc public Saint Marc à Massy
2020 : jardin collectif du « 8 Campagne Première » à Paris avec Francis Soler

## Prix et distinctions
1996 : prix de la première œuvre, pour sa collaboration aux Archives nationales d'outre-mer d’Aix-en-Provence
1998 : lauréat de la bourse de recherche « L’envers des villes »
2001 : prix de l’Association des maires de France pour le projet « Jardin-Voisin »
2014 : victoire d’Or du Paysage (catégorie Grand jardin privé) : jardin Molitor, Paris
2014 : victoire d’Or du Paysage (catégorie Promotion immobilière) : Jardin d’Oz, ZAC Ampère, Massy
2014 : prix de l’Équerre d'argent - catégorie jeunesse et sport, Anneau de Mémoire Notre Dame de Lorette, Ablain Saint Nazaire
2016 : victoire du Paysage (prix spéciale lieu de mémoire), Anneau de Mémoire Notre Dame de Lorette, Ablain Saint Nazaire

## Enseignement
1996-2005 : École nationale supérieure de paysage de Versailles
2010-2017 : École supérieure de l’architecture des jardins de Paris[source insuffisante]

## Publications
- Le paysagisme en France - Arjunzanx, une géographie de récif industriel. Entretien avec Midori Sakurai, Designers’ Workshop - デザインの現場[32] vol. 10, no 60, Japon, 1993
- Ouvrages d’art+art. Le Bois Clair – 84 NGF, Éditeur : E.P. Évry, EPEVRY, publication du centre Pompidou 1994
- Le printemps et les cinq sens : le toucher, Maison Française n°avril 1994, Publications du Moniteur, 1994
- À Évry, l’aqueduc dicte la hauteur des buttes. Le Bois Clair – 84 NGF, Libération no 4201, SARL Libération, 1994
- Entretien avec Jean François Pousse, Technique et Architecture numéro spécial paysage, Jean Michel Place, 1995  (ISSN 0373-0719)
- De la plante en pot au site industriel, Avenirs, architectes, paysagistes, urbanistes. Les professions de l’environnement 95, ONISEP, 1995
- Entretien avec Jean François Pousse, Technique et Architecture no 429, Jean-Michel Place, 1996  (ISSN 0373-0719)
- Phénomènes de nature - ruelle privée, 1 rue de Meaux, Paris, Pages Paysages no 6[33], 1996
- Jardin Voisin : carnet de recherche et de projet - Copenhague, Brême, Stockholm, Oslo, Amsterdam, Paris, Association Jardin Voisin, 1997 - texte perso : accessible catalogue bibliothèque de Versailles
- Projet pour L’A20 Brive/Montauban, David Besson-Girard, Lionel Guibert, Techniques & Architecture janvier no 432, Jean-Michel Place 1997,  (ISSN 0373-0719)
- Rideaux d’arbres, CEMAGREF, Clermont-Ferrand, Pages Paysages no 8, Revue, 2000  (ISSN 7113-8439)
- Étude pour l’environnement de la Gondoire, Marne la Vallée, Techniques & Architecture no 456, Jean-Michel Place, 2001  (ISBN 9782858936113)
- Il margine, Canal Saint-Denis - Il progetto nel vuoto: public space in motion 2000-2004, Alinea Editrice, 2004,  (ISBN 9788881257294)
- Scénario pour le paysage, Techniques & Architecture no 486, Jean-Michel Place, 2006  (ISBN 2-85893-865-2)
- La Cartoucherie - histoire d’un chantier, collectif Idelette Drogue-Chazalet, édité par la Ville de Bourg-lès-Valence, 2009  (ISBN 9782953444100)
- Des abîmes quotidiens aux limites de la terre, pp. 83-95, Territoires de la décroissance, Revue ENTROPIA no 8[34], Éditions Parangon, 29 mars 2010
- 30:30 Landscape Architecture: 30 internationally renowned landscape architects showcase their own work as well as 30 of the best of the next generation - A global list of projects from Chile to China, South Korea to Sweden, Germany to Japan, Phaidon Press Ltd, collection ARCHITECT GENER., 2015,  (ISBN 9780714869636)
- Entretien sur Anish Kapoor à Versailles : le retour de la stupeur : avec David Besson-Girard, Télérama Visite guidée, 2015
- 101 mots du paysage à l'usage de tous, Collectif Archibooks – coll. « les 101 mots à l'usage de tous », 2018  (ISBN 9782357334595)